# ATP World Tour Finals 2010
De ATP World Tour Finals 2010 werd in Londen gehouden, dat voor de tweede keer de gaststad was. Het toernooi werd van 21 tot 28 november 2010 op hardcourt gehouden. De beste acht spelers op de ATP Rankings deden er aan mee. 
De titelverdediger in het enkelspel was de Rus Nikolaj Davydenko. In het dubbelspel waren dit de broers Bob en Mike Bryan.

## Enkelspel

### Deelnemers
De acht spelers die meedoen met het toernooi zijn:
| Nr. | Speler          | Ranking | Prestatie    |
| --- | --------------- | ------- | ------------ |
| 1.  | Rafael Nadal    | 1       | Runner-up    |
| 2.  | Roger Federer   | 2       | Winnaar      |
| 3.  | Novak Đoković   | 3       | Halve finale |
| 4.  | Robin Söderling | 4       | Groepsfase   |
| 5.  | Andy Murray     | 5       | Halve finale |
| 6.  | Tomáš Berdych   | 6       | Groepsfase   |
| 7.  | David Ferrer    | 7       | Groepsfase   |
| 8.  | Andy Roddick    | 8       | Groepsfase   |

### Prijzengeld en ATP-punten
| Resultaat                     | Prijzengeld | ATP-punten |
| ----------------------------- | ----------- | ---------- |
| Winnaar                       | + $ 770.000 | + 500      |
| Finale                        | + $ 380.000 | + 400      |
| Round Robin (3 overwinningen) | $ 480.000   | 600        |
| Round Robin (2 overwinningen) | $ 360.000   | 400        |
| Round Robin (1 overwinning)   | $ 240.000   | 200        |
| Round Robin (3 nederlagen)    | $ 120.000   | 0          |
| Vervangers                    | $ 70.000    | -          |

### Groepsfase

#### Groep A
| # | Speler        | Wedstrijd W - V | Sets W - V | Games W - V |
| - | ------------- | --------------- | ---------- | ----------- |
| 1 | Rafael Nadal  | 3-0             | 6-1        | 42-30       |
| 2 | Novak Đoković | 2-1             | 4-2        | 31-24       |
| 3 | Tomáš Berdych | 1-2             | 2-4        | 26-33       |
| 4 | Andy Roddick  | 0-3             | 1-6        | 29-41       |

Uitslagen
|               |               | Uitslag          |
| ------------- | ------------- | ---------------- |
| Novak Đoković | Tomáš Berdych | 6-3, 6-3         |
| Rafael Nadal  | Andy Roddick  | 3-6, 7-6(5), 6-4 |
| Tomáš Berdych | Andy Roddick  | 7–5, 6–3         |
| Rafael Nadal  | Novak Đoković | 7-5, 6-2         |
| Rafael Nadal  | Tomáš Berdych | 7-6(3), 6-1      |
| Novak Đoković | Andy Roddick  | 6-2, 6-3         |

#### Groep B
| # | Speler          | Wedstrijd W - V | Sets W - V | Games W - V |
| - | --------------- | --------------- | ---------- | ----------- |
| 1 | Roger Federer   | 3-0             | 6-0        | 37-20       |
| 2 | Andy Murray     | 2-1             | 4-2        | 30-22       |
| 3 | Robin Söderling | 1-2             | 2-4        | 29-35       |
| 4 | David Ferrer    | 0-3             | 0-6        | 19-38       |

Uitslagen 
|                 |                 | Uitslag     |
| --------------- | --------------- | ----------- |
| Andy Murray     | Robin Söderling | 6-2, 6-4    |
| Roger Federer   | David Ferrer    | 6-1, 6-4    |
| Roger Federer   | Andy Murray     | 6-4, 6-2    |
| Robin Söderling | David Ferrer    | 7-5, 7-5    |
| Roger Federer   | Robin Söderling | 7-6(5), 6-3 |
| Andy Murray     | David Ferrer    | 6-2, 6-2    |

### Halve finales
|               |               | Uitslag             |
| ------------- | ------------- | ------------------- |
| Rafael Nadal  | Andy Murray   | 7-6(5), 3-6, 7-6(6) |
| Roger Federer | Novak Đoković | 6-1, 6-4            |

### Finale
|              |               | Uitslag       |
| ------------ | ------------- | ------------- |
| Rafael Nadal | Roger Federer | 3-6, 6-3, 1-6 |

## Dubbelspel

### Deelnemers
De Beste zeven dubbels en het duo Jürgen Melzer en Philipp Petzschner zijn geplaatst voor het toernooi. Melzer en Petzschner zijn geplaatst door hun overwinning op Wimbledon.
| Nr. | Speler                               | Ranking | Prestatie    |
| --- | ------------------------------------ | ------- | ------------ |
| 1.  | Bob Bryan Mike Bryan                 | 1       | Halve finale |
| 2.  | Daniel Nestor Nenad Zimonjić         | 2       | Winnaars     |
| 3.  | Mahesh Bhupathi Maks Mirni           | 3       | Runners-up   |
| 4.  | Lukáš Dlouhý Leander Paes            | 4       | Groepsfase   |
| 5.  | Łukasz Kubot Oliver Marach           | 5       | Groepsfase   |
| 6.  | Mariusz Fyrstenberg Marcin Matkowski | 6       | Halve finale |
| 7.  | Wesley Moodie Dick Norman            | 7       | Groepsfase   |
| 8.  | Jürgen Melzer Philipp Petzschner     | 12      | Groepsfase   |

### Prijzengeld en ATP-punten
| Resultaat                     | Prijzengeld | ATP-punten |
| ----------------------------- | ----------- | ---------- |
| Winnaars                      | + $ 125.000 | + 500      |
| Finale                        | + $ 30.000  | + 400      |
| Round Robin (3 overwinningen) | $ 122.500   | 600        |
| Round Robin (2 overwinningen) | $ 100.000   | 400        |
| Round Robin (1 overwinning)   | $ 87.500    | 200        |
| Round Robin (3 nederlagen)    | $ 65.000    | 0          |
| Vervangers                    | $ 25.000    | -          |

### Groepsfase

#### Groep A
| # | Speler                               | Wedstrijd W - V | Sets W - V | Games W - V |
| - | ------------------------------------ | --------------- | ---------- | ----------- |
| 1 | Mariusz Fyrstenberg Marcin Matkowski | 3-0             | 6-1        | 36-30       |
| 2 | Bob Bryan Mike Bryan                 | 2-1             | 5-2        | 37-25       |
| 3 | Jürgen Melzer Philipp Petzschner     | 1-2             | 2-5        | 29-38       |
| 4 | Lukáš Dlouhý Leander Paes            | 0-3             | 1-6        | 28-37       |

Uitslagen
|                                      |                                  | Uitslag             |
| ------------------------------------ | -------------------------------- | ------------------- |
| Bob Bryan Mike Bryan                 | Jürgen Melzer Philipp Petzschner | 6-3, 7-5            |
| Mariusz Fyrstenberg Marcin Matkowski | Lukáš Dlouhý Leander Paes        | 6-3, 7-6(3)         |
| Jürgen Melzer Philipp Petzschner     | Lukáš Dlouhý Leander Paes        | 7-6(9), 4-6, [10-8] |
| Mariusz Fyrstenberg Marcin Matkowski | Bob Bryan Mike Bryan             | 2–6, 7–6(4), [10–8] |
| Bob Bryan Mike Bryan                 | Lukáš Dlouhý Leander Paes        | 6-3,6-4             |
| Mariusz Fyrstenberg Marcin Matkowski | Jürgen Melzer Philipp Petzschner | 6-3,7-6(7)          |

#### Groep B
| # | Speler                       | Wedstrijd W - V | Sets W - V | Games W - V |
| - | ---------------------------- | --------------- | ---------- | ----------- |
| 1 | Daniel Nestor Nenad Zimonjić | 2-1             | 5-2        | 32-23       |
| 2 | Mahesh Bhupathi Maks Mirni   | 2-1             | 4-2        | 37-32       |
| 3 | Wesley Moodie Dick Norman    | 1-2             | 2-4        | 23-28       |
| 4 | Łukasz Kubot Oliver Marach   | 1-2             | 2-5        | 22-31       |

Uitslagen 
|                              |                              | Uitslag          |
| ---------------------------- | ---------------------------- | ---------------- |
| Mahesh Bhupathi Maks Mirni   | Łukasz Kubot Oliver Marach   | 6-4, 7-6(2)      |
| Daniel Nestor Nenad Zimonjić | Wesley Moodie Dick Norman    | 6-1, 6-2         |
| Wesley Moodie Dick Norman    | Łukasz Kubot Oliver Marach   | 6–1, 6–2         |
| Daniel Nestor Nenad Zimonjić | Mahesh Bhupathi Maks Mirni   | 7–6(5), 7–6(1)   |
| Łukasz Kubot Oliver Marach   | Daniel Nestor Nenad Zimonjić | 6-0, 1-6, [10-6] |
| Mahesh Bhupathi Maks Mirni   | Wesley Moodie Dick Norman    | 6-4, 6-4         |

### Halve finales
|                              |                                      | Uitslag           |
| ---------------------------- | ------------------------------------ | ----------------- |
| Mahesh Bhupathi Maks Mirni   | Mariusz Fyrstenberg Marcin Matkowski | 6-4, 6-4          |
| Daniel Nestor Nenad Zimonjić | Bob Bryan Mike Bryan                 | 6-3, 3-6, [12-10] |

### Finale
|                              |                            | Uitslag     |
| ---------------------------- | -------------------------- | ----------- |
| Daniel Nestor Nenad Zimonjić | Mahesh Bhupathi Maks Mirni | 7–6(6), 6–4 |